# Pudeoniscidae
Pudeoniscidae är en familj av kräftdjur. Pudeoniscidae ingår i ordningen gråsuggor och tånglöss, klassen storkräftor, fylumet leddjur och riket djur. Enligt Catalogue of Life omfattar familjen Pudeoniscidae 4 arter. 
Kladogram enligt Catalogue of Life:
| Pudeoniscidae | \| \| Brasiloniscus \| \| \| \| \| \| Pudeoniscus \| \| \| \| |
|               | \| \| Brasiloniscus \| \| \| \| \| \| Pudeoniscus \| \| \| \| |
|               | Brasiloniscus                                                 |
|               |                                                               |
|               | Pudeoniscus                                                   |
|               |                                                               |